# Солорсано Гутьеррес, Карлос Хосе
Ка́рлос Хосе́ Соло́рсано Гутье́ррес (исп. Carlos José Solórzano Gutiérrez; 17 января 1860, Манагуа, Никарагуа — 30 апреля 1936, Сан-Хосе, Коста-Рика) — никарагуанский политический деятель, Президент Никарагуа в 1925 — 1926 годах.

## Биография
Карлос Хосе Солорсано Гутьеррес  родился в 17 января 1860 года в Манагуа в семье Федерико Солорсано Рейеса (исп. Federico Solórzano Reyes) и Розы Гутьеррес (исп. Rosa Gutiérrez). Его отец был сенатором, в 1867 году около месяца исполнял обязанности президента и стал известен тем, что открыл первую в стране общеобразовательную школу. В 1913—1917 годах он занимал пост вице-президента Никарагуа.

### Карьера
Происходивший из влиятельной семьи Карлос Солорсано получил образование в Великобритании, по возвращении на родину занимал муниципальные должности, содействовал реконструкции кафедрального собора столицы и стал известен благодаря своей благотворительной деятельности.
К 60 годам он, в отличие от своего отца, не стал видной политической фигурой, однако ситуация, сложившаяся в Никарагуа к середине 1920-х годов неожиданно выдвинула его на первые роли. 14 июня 1924 года поверенный в делах США в Манагуа передал правительству Никарагуа послание, в котором говорилось, что американские правительство не поддержит переизбрание президента Бартоломе Мартинеса на второй срок, так как это нарушает конституцию Никарагуа. После этого Б.Мартинес отказался от намерения выдвигать свою кандидатуру на выборах и предложил баллотироваться консерватору Карлосу Солорсано, которого считал наиболее приемлемым кандидатом. Кандидатура Солорсано, который к тому же был родственником бывшего президента Адольфо Диаса, не встретила возражений со стороны США, однако для достижения большей стабильности была выработана формула коалиционного правления, получившая в Никарагуа название «Transacción» (Соглашение  или просто Сделка) . «Трансакционная» система предусматривала, что кандидатом в вице-президенты при президенте-консерваторе будет представитель национал-либералов Хуан Баутиста Сакаса, а либералы получат треть мест в Конгрессе и Верховном суде и 33 % мест в административном аппарате.
Но расчёт Государственного департамента США на то, что такая коалиция разрядят политическую обстановку в Никарагуа, не оправдался. Победа Карлоса Солорсано и Хуана Сакасы на выборах 5 октября 1924 года выглядела, как обычно, победой правительственного кандидата, а оказавшиеся в проигрыше консерваторы во главе с генералом Эмилиано Чаморро считали итоги голосования сфальсифицированными. Несмотря на заявления никарагуанского правительства о честности подсчётов ему мало кого удалось убедить.  «Никарагуанские выборы 1924 года оказались столь же мошенническими, как и все остальные» — уже в конце XX века писал Тернот МакРенато из Калифорнийского университета.

### Президентство
1 января 1925 года Карлос Хосе Солорсано вступил на пост президента Никарагуа, но обстановка продолжала накаляться. В условиях взаимных обвинений и недоверия Солорсано, не обладавший достаточным влиянием и характером, чтобы контролировать ситуацию, стал мишенью, как для недовольных консерваторов, так и для либералов, опасавшихся мятежа и расправы. Коалиционная система «Transacción» постепенно разваливалась.
Тем не менее Карлос Солорсано поставил вопрос об отзыве из страны последнего отряда морской пехоты США, оставленного для охраны американской миссии в Манагуа. Государственный департамент США передал правительству детальный организационный план создания беспартийной Национальной гвардии, а в апреле 1925 года Конгресс Никарагуа утвердил его, приняв соответствующий закон. В июне никарагуанское правительство подписало контракт с отставным майором армии США Калвином Б.Картером, по которому тот обязался руководить созданием Национальной гвардии и возглавить её учебную школу.
После этого морская пехота была отозвана президентом Калвином Кулиджем и 3 августа 1925 года эвакуировалась из Манагуа. Над столичной крепостью «Марсово поле» вновь был поднят национальный флаг Никарагуа.
За своё короткое правление Карлос Солорсано успел основать Санитарную службу Никарагуа, которую возглавил известный врач Луис Мануэль Дебайле, и ввести в действие Панамериканский санитарный кодекс, однако эти внутренние и внешнеполитические успехи не укрепили его власти. Через три недели после эвакуации американцев, 25 августа 1925 года шурин президента генерал Альфредо Ривас осуществил попытку переворота и потребовал от Солорсано избавиться от либералов в правительстве. Мятеж провалился, однако его руководители не были наказаны и продолжали настаивать на своём. Формирование надпартийной и независимой Национальной гвардии, также вопреки ожиданиям США, только усилило страсти. Требования Альфредо Риваса поддержал генерал Эмилиано Чаморро, опасавшийся, что Национальная гвардия, став реальной силой, блокирует ему путь к власти.

### Свержение и изгнание
25 октября 1925 года генерал Эмилиано Чаморро поднял восстание в столичной крепости «Ла Лома» на холме Тискапа, объявил выборы 1924 года нелегитимными и известил США о том, что намерен восстановить конституционное право консерваторов на власть . Он потребовал от Солорсано расстаться с либералами, ввести в правительство своих сторонников и компенсировать затраты на восстание. После совещания с новым посланником США в Манагуа Чарльзом Кристофером Эберхардтом и Адольфо Диасом, Солорсано согласился принять ультиматум и назначил Чаморро главнокомандующим вооружёнными силами . Однако Эберхардт заявил, что США не признают правительство, захватившее власть силой, и Чаморро был вынужден отклонить отставку Солорсано. Эмилиано Чаморро посчитал, что более конституционным путём к власти станет для начала пост вице-президента, но занять его оказалось очень сложно. Вице-президент либерал Х. Б. Сакаса отказался подавать в отставку, бежал в Леон, а затем и за границу . Теперь в случае отставки Солорсано только Сакаса имел конституционное право стать во главе страны и лишить его полномочий мог только Конгресс. В декабре он был, наконец, собран и Чаморро лишил мандатов 11 сенаторов и депутатов от Либеральной партии, вновь сославшись на не легитимность выборов. 3 января 1926 года Чаморро был избран сенатором от Манагуа , ещё раз собрал Конгресс, который 12 января всё же лишил Сакасу полномочий и избрал Чаморро вице-президентом. 16 января Карлос Солорсано был отправлен в бессрочный отпуск и Эмилиано Чаморро принял исполнительную власть .
14 марта 1926 года Солорсано формально сложил полномочия и вместе с семьёй эмигрировал в США, а затем в Коста-Рику. В последние годы он тяжело переносил эмиграцию, переживал по поводу своей неудачной политической карьеры и пребывал в депрессии.
 Карлос Хосе Солорсано Гутьеррес  скончался 30 апреля 1936 года в Сан-Хосе, (Коста-Рика). 9 мая 1936 года с разрешения президента Никарагуа Хуана Баутисты Сакасы его тело было погребено на кладбище в Манагуа.

## Семья
Карлос Солорсано был одним из семи детей Федерико Солорсано и Розы Гутьеррес. У него было два брата — Фернандо и Федерико, и четыре сестры — Исабель, Эмилия, Росита и Матильда. Его единственный сын Карлос Хосе стал доктором права и депутатом Конгресса Никарагуа.